# افشار صداقت
افشار صداقت (۱۸ فروردین ۱۳۸۰) بازیکن فوتبال اهل ایران است که در پست دروازه‌بان برای باشگاه فوتبال ملوان در لیگ برتر خلیج فارس بازی می‌کند.
صداقت در اولین بازی خود در این لیگ در مقابل تیم پیکان به زمین رفت که آن بازی با عملکرد خود موفق به ثبت نخستین کلین شیت دوران حرفه‌ای خود شد.
وی تاکنون در مقابل باشگاه های پیکان، نساجی مازندران، باشگاه فوتبال پرسپولیس، هوادار و تراکتور موفق به ثبت کلین شیت شده است.